# Панське (Іркліївський район)
Панське (з 1920-х років і до 1946 року Красне і також подекуди іменувалось «Червоне») — колишнє село, входило до складу Іркліївського району Черкаської області. Зникло у зв'язку із затопленням водами Кременчуцького водосховища наприкінці 1950-х років.

## Географія
Село знаходилось у низинній частині Дніпра і щорічно заливалося весняними талими водами. Заливало вулиці, подвір'я, та подекуди, після особливо сніжних зим, вода частково заливала і хати. Тому вони та інші дворові споруди будувалися на природних підвищеннях — пагорбах, найчастіше на рукотворних насипах.
Вулицями під час повені не ходили, а плавали на човнах.
Саме село Панське базувалося на цілій гряді островів — від великих до зовсім маленьких. Сухопутна частина відділяла русло Дніпра від цілої гряди маленьких місцевих річок і озер. Велику домашню живність (переважно корів) вивозили на острови, які перебували на височинах навколо села (як казали — «на купки»). Перевезення здійснювали на великих довгих човнах, які місцеві жителі називали галярами. Двічі на день хазяї прибували подоїти своїх улюбленців — на тих же галярах, але вже з відрами і бідонами.
На цих пасовищах будувався виїзний табір: плелися з лози примітивні стійбища (стайні) для малих телят і курені для людей, які там охороняли і пасли худобу до тих пір, доки не піде велика вода. А це відбувалося, як правило, до середини травня.
Землі, у Панському були малородючими, садів було мало, тому що вони вимокали і, як наслідок. Основною ягодою була дика ожина, яка росла у довколишніх лісах, особливо на острові Королівець.
Крім розведення худоби та рибальства, панщани займалися і малими кустарними промислами: ткали корзини з рогози та частково займалися лозоплетінням.

## З історії
За Гетьманщини Панське входило до складу Кропивнянської сотні Переяславського полку.
З ліквідацією сотенного устрою село перейшло до складу Золотоніського повіту Київського намісництва.
За описом Київського намісництва 1781 року в Панському було 97 хат. За описом 1787 року в селі проживало 292 душі. Було у володінні різного звання «казених людей», козаків і власників: таємного радника Івана Неплюєва, колезького асесора Антона Дарагана, прапорщика Яківа Кривського.
У ХІХ ст. село Панське входило до Мельниківської волості Золотоніського повіту Полтавської губернії.
У 1863 році у Панському була збудована нова дерев'яна Архангело-Михайлівська церква, замість згорілої старої яка будувалась у 1786 році стараннями прихожан
Ще при Російської імперії, за декілька км на захід від села була прокладена залізниця, що далі через Дніпро йшла у напрямку Черкас. З цієї причини залізничний роз'їзд неподалік села також був названий як і село — «Панське».
У 1920-х роках село з ідеологічних причин було перейменовано на «Красне». Проте після німецько-радянської війни селу була повернута історична назва.
Адміністративно Село Панське входило до складу Іркліївського району Черкаської області.
Рішенням виконкому Черкаської обласної ради від 12 липня 1958 року було знято з обліку села Залізьки, Липівське, Панське й Хрести, а їхні мешканці підлягали переселенню в степові райони у зв'язку зі створенням Кременчуцького водосховища, що мало затопити ці села.
Цікаво, що залізниця, як і залізничний роз'їзд «Панське», на якому працювало чимало панщан, залишилась на тому ж місці. Але тепер розташовані на черкаській дамбі. Натомість село Панське повністю поглинула дніпровська вода.

## Персоналії
У Панському народились:
- Кириченко Василь Якович (1923 р.н.) — мешканець м. Харків, українець, член ЛКСМУ, освіта середня, курсант першого курсу Харківського технічного училища цивільного повітряного флоту. Заарештований 27 листопада 1940 року. 27 січня 1941 року Полтавський обласний суд на закритому засіданні ухвалив вирок за статтею 54-10 кримінального кодексу УРСР, присудивши п'ять років каторги. Реабілітований 23 березня 1993 року прокуратурою Черкаської області. Молодий курсант був засуджений за листа Сталіну у якому скаржився на те, що офіційні газети та радянське кіно звітували про великі врожаї і зображували щасливе і сите життя, коли насправді була карткова система і постійний брах хлібу, цукру та інших продовольчих товарів. Також запропонував радянському вождеві уявити себе на місці матері, що має за таких умов годувати дітей, а натомість «різним комісарам» і самому Сталіну живеться чудово.[9]